# Opiona casualis
Opiona casualis är en mångfotingart som beskrevs av Gardner och Shelley 1989. Opiona casualis ingår i släktet Opiona och familjen Caseyidae. Inga underarter finns listade i Catalogue of Life.